# Évêque de Bath et Wells

Armoiries des évêques de Bath et Wells.

L'évêque de Bath et Wells est à la tête du diocèse anglican de Bath et Wells, dans la province de Cantorbéry. Sa cathédrale se trouve à Wells. L'une de ses tâches consiste à escorter le souverain britannique lors de son couronnement et d'acter comme garde du corps durant la cérémonie (avec l'évêque de Durham).

## Histoire
Vers 910, le diocèse de Crediton est divisé entre trois sièges, correspondant aux trois comtés qu'il couvrait jusqu'alors : Crediton pour le Devon, Sherborne pour le Dorset et Wells pour le Somerset.
Son siège est déplacé à plusieurs reprises au Moyen Âge. L'évêque Jean de Tours s'installe à Bath en 1090, puis l'évêque Savaric FitzGeldewin s'installe à Glastonbury en 1197. Son successeur Jocelin retourne à Bath en 1219. Le siège devient officiellement « Bath et Wells » en 1245.

## Liste des évêques de Bath et Wells

### Évêques de Wells (909-1090)
| Début         | Fin              | Nom           | Remarques                                                                    |
| ------------- | ---------------- | ------------- | ---------------------------------------------------------------------------- |
| vers 910      | 923 × 925        | Athelm        | Transféré à Cantorbéry.                                                      |
| 923 × 925     | 926 × 928        | Wulfhelm Ier  | Transféré à Cantorbéry.                                                      |
| 926 × 928     | 937 × 938        | Ælfheah       |                                                                              |
| 937 × 938     | 956              | Wulfhelm II   |                                                                              |
| 956           | 15 mai 974       | Byrhthelm     | Transféré à Cantorbéry en 959, mais déposé et rétabli à Wells la même année. |
| 974           | v. 28 juin 975   | Cyneweard     | Abbé de Milton.                                                              |
| 975 × 979     | 28 juin 996/997  | Sigegar       | Abbé de Glastonbury.                                                         |
| 996/997       | 29 août 998/999  | Ælfwine       |                                                                              |
| 998/999       | 1013             | Lyfing        | Transféré à Cantorbéry.                                                      |
| 1013 × 1018   | 1021 × 1023      | Æthelwine     | Déposé à deux reprises en faveur de Brihtwine, la deuxième définitive.       |
| 1021 × 1023   | 1023 × 1024      | Brihtwine     | Déposé en faveur d'Æthelwine, puis restauré.                                 |
| 1024 ou avant | 11/12 avril 1033 | Merehwit      | Abbé de Glastonbury.                                                         |
| 11 juin 1033  | 18 janvier 1061  | Duduc         |                                                                              |
| 1061          | 1088             | Gisa          |                                                                              |
| 1088          | 1090             | Jean de Tours | Transfère le siège de son diocèse à Bath en 1090.                            |
| Source.       |                  |               |                                                                              |

### Évêques de Bath (1090-1197)
- 1090-1122 : Jean de Tours
- 1123-1135 : Godfrey
- 1136-1166 : Robert
- 1166-1174 : Vacant
- 1174-1191 : Reginald fitz Jocelin
- 1192-1197 : Savaric FitzGeldewin

### Évêques de Bath et Glastonbury (1197-1219)
- 1197-1205 : Savaric FitzGeldewin
- 1206-1219 : Jocelin de Wells

### Évêques de Bath (1219-1245)
- 1219-1242 : Jocelin de Wells
- 1242-1244 : Vacant
- 1244-1245 : Roger de Salisbury

### Évêques de Bath et Wells (depuis 1245)
- 1245-1247 : Roger de Salisbury
- 1248-1264 : William de Bitton
- 1265-1266 : Gauthier Giffard
- 1267-1274 : William de Bitton II
- 1275-1292 : Robert Burnell
- 1293-1302 : William de March
- 1302-1308 : Walter Haselshaw
- 1309-1329 : John Droxford
- 1329-1363 : Ralph de Shrewsbury
- 1363-1366 : John Barnet
- 1367-1386 : John Harewell
- 1386-1388 : Walter Skirlaw
- 1388-1400 : Ralph Ergham
- 1401-1402 : Richard Clifford
- 1402-1407 : Henry Bowet
- 1407-1424 : Nicholas Bubwith
- 1425-1443 : John Stafford
- 1443-1465 : Thomas Beckington
- 1466-1491 : Robert Stillington
- 1492-1494 : Richard Foxe
- 1495-1503 : Oliver King
- 1504-1518 : Adriano di Castello
- 1518-1522 : Thomas Wolsey
- 1523-1541 : John Clerk
- 1541-1547 : William Knight
- 1548-1553 : William Barlow
- 1554-1559 : Gilbert Bourne
- 1560-1581 : Gilbert Berkeley
- 1581-1584 : Vacant
- 1584-1590 : Thomas Godwin
- 1590-1592 : Vacant
- 1593-1608 : John Still
- 1608-1616 : James Montague
- 1616-1626 : Arthur Lake (en)
- 1626-1628 : William Laud
- 1628-1629 : Leonard Mawe
- 1629-1632 : Walter Curle
- 1632-1670 : William Piers
- 1670-1672 : Robert Creighton
- 1673-1684 : Peter Mews
- 1685-1690 : Thomas Ken
- 1691-1703 : Richard Kidder
- 1704-1727 : George Hooper
- 1727-1743 : John Wynne
- 1743-1773 : Edward Willes
- 1774-1802 : Charles Moss
- 1802-1824 : Richard Beadon
- 1824-1845 : George Henry Law
- 1845-1854 : Richard Bagot
- 1854-1869 : Robert John Eden
- 1869-1894 : Lord Arthur Hervey
- 1894-1921 : George Wyndham Kennion
- 1921-1937 : St John Basil Wynne Wilson
- 1937-1943 : Francis Underhill
- 1943-1945 : John William Charles Wand
- 1946-1960 : Harold William Bradfield
- 1960-1975 : Edward Barry Henderson
- 1975-1988 : John Bickersteth
- 1988-1991 : George Carey
- 1991-2001 : James Lawton Thompson
- depuis 2001 : Peter Price